# 1434

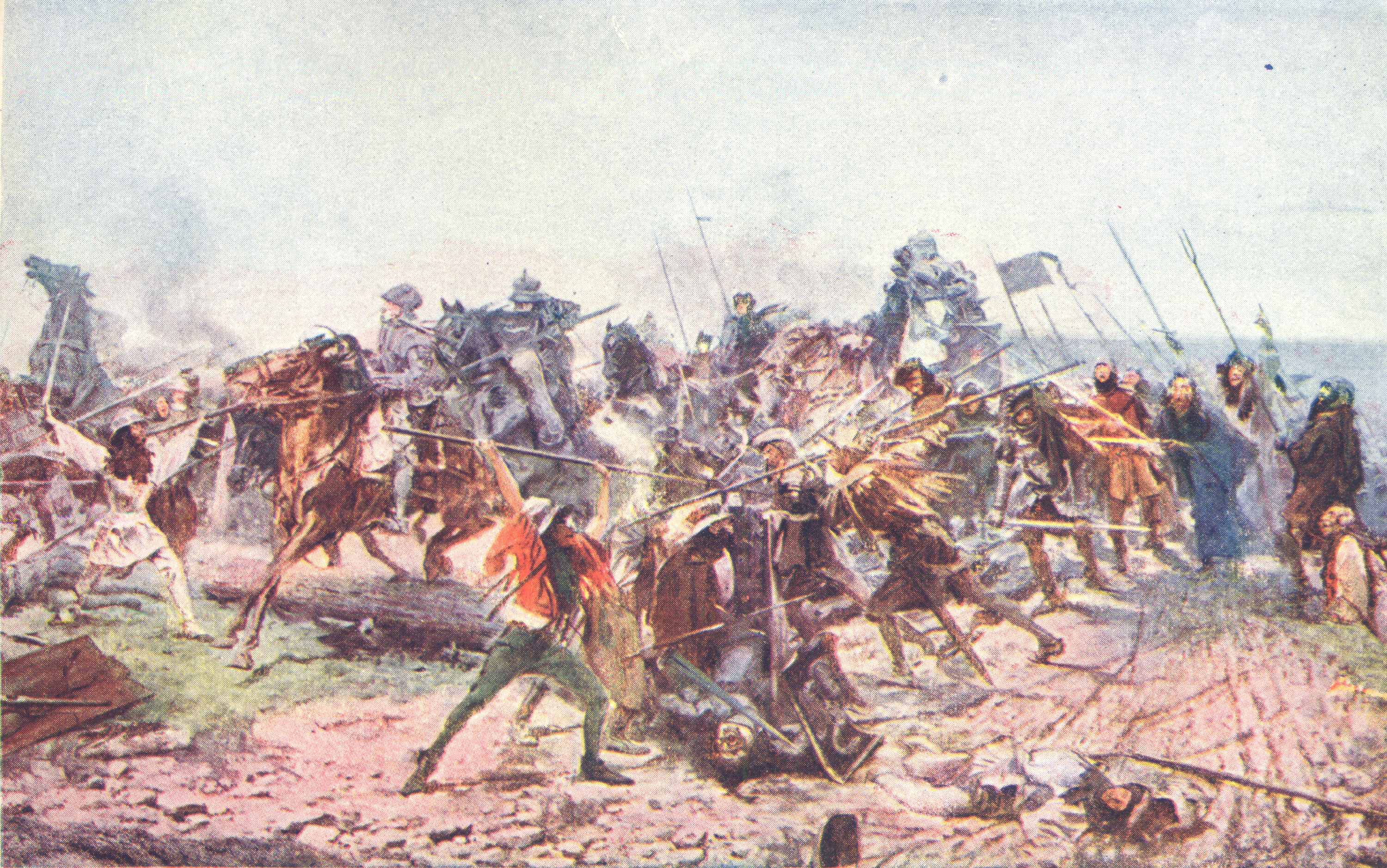
Slag bij Lipany

Het jaar 1434 is het 34e jaar in de 15e eeuw volgens de christelijke jaartelling.

## Gebeurtenissen
januari
- 23 - Filips de Goede stelt een uniforme munt in voor zijn gebieden in de Nederlanden, onder meer de Vierlander.

mei
- 22 - Jacob van Gaasbeek erft na lange juridische procedures de heerlijkheid Cranendonk en Eindhoven, maar raakt door de gemaakte kosten wel Gaasbeek kwijt.
- 30 - Slag bij Lipany: De verenigde katholieken en utraquisten verslaan de radicale taborieten. Einde van de Hussietenoorlogen.

november
- november - In de Engelbrekt-opstand in Zweden onder leiding van Engelbrekt Engelbrektsson tegen het beleid van de Deense koning Erik VII komt het tot een vredesverdrag voor 1 jaar.

december
- december - Op de Altmarkt in Dresden wordt voor het eerst de Striezelmarkt gehouden, de oudste kerstmarkt van Duitsland.

zonder datum
- Gil Eannes rondt Kaap Bojador aan de kust van Marokko, tot dan toe door de Portugese zeevaarders zodanig gevreesd dat zij dit weigerden te doen.
- Cosimo de' Medici krijgt gratie, keert terug naar Florence en treedt aan als heerser van de stad.
- Jacoba van Beieren trouwt officieel met Frank van Borssele.
- De Universiteit van Catania wordt opgericht.
- Bij Rosmalen wordt het klooster Mariënwater gesticht.

## Opvolging
- Anjou en Provence: Lodewijk III opgevolgd door zijn broer René I
- Auschwitz - Casimir I opgevolgd door zijn zoons Wenceslaus I, Przemysław en Jan IV
- Bourbon en Auvergne - Jan I opgevolgd door zijn zoon Karel I
- Brunswijk-Lüneburg - Bernhard I opgevolgd door zijn zoons Otto I en Frederik II
- Generalitat de Catalunya: Marc van Vilalba opgevolgd door Peter van Palou
- Maine: Lodewijk III van Anjou opgevolgd door zijn broer Karel IV
- Ifriqiya (Tunesië, Hafsiden): Abd al-Aziz II opgevolgd door Muhammad III
- koninkrijk Polen: Wladislaus II Jagiello opgevolgd door zijn zoon Wladislaus van Varna
- bisdom Utrecht (tegenbisschop): Walraven van Meurs als opvolger van Zweder van Culemborg
- Vietnam: Thái Tông als opvolger van Thái Tổ

## Afbeeldingen

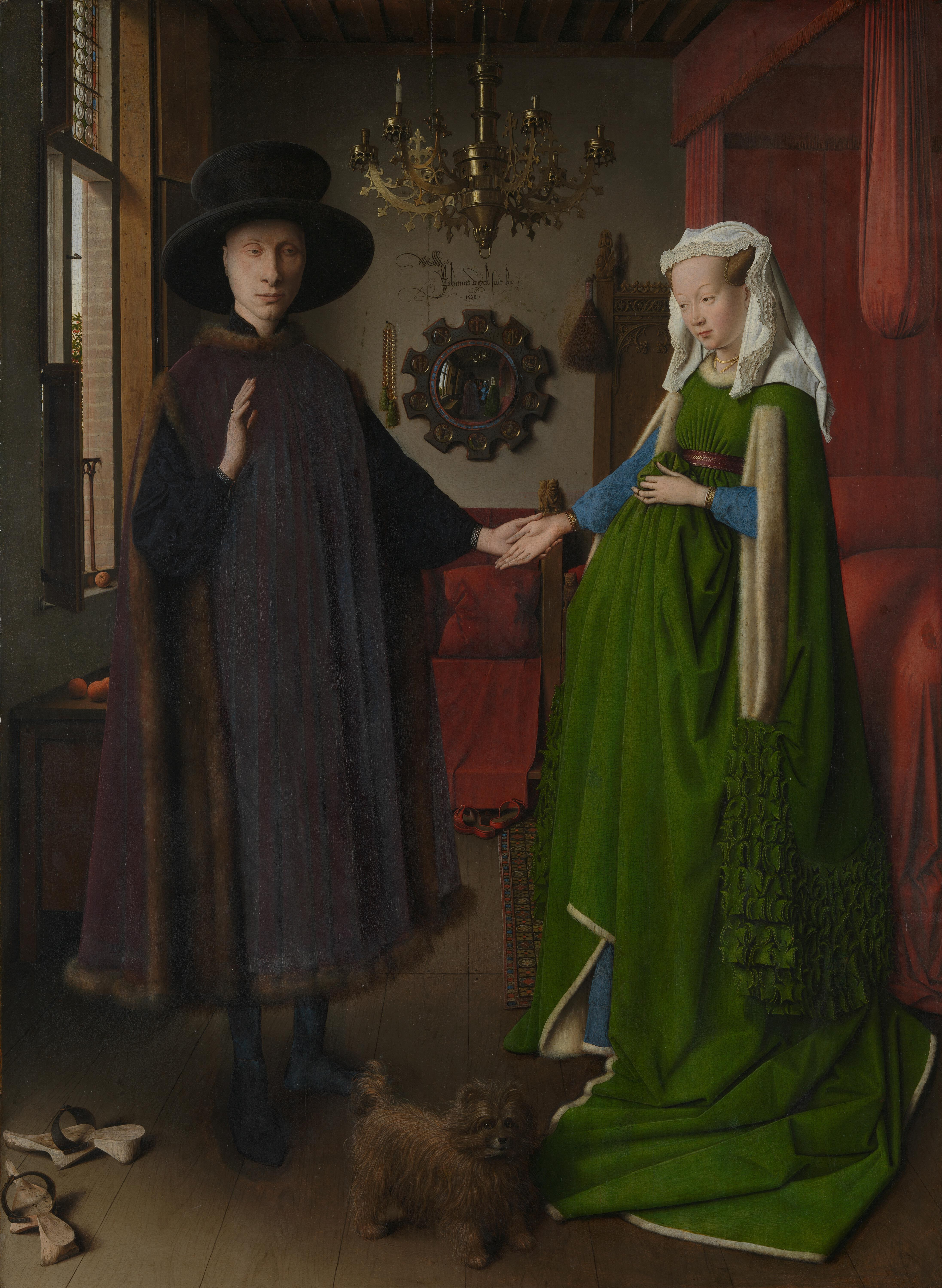
Jan van Eyck - Portret van Giovanni Arnolfini en zijn vrouw
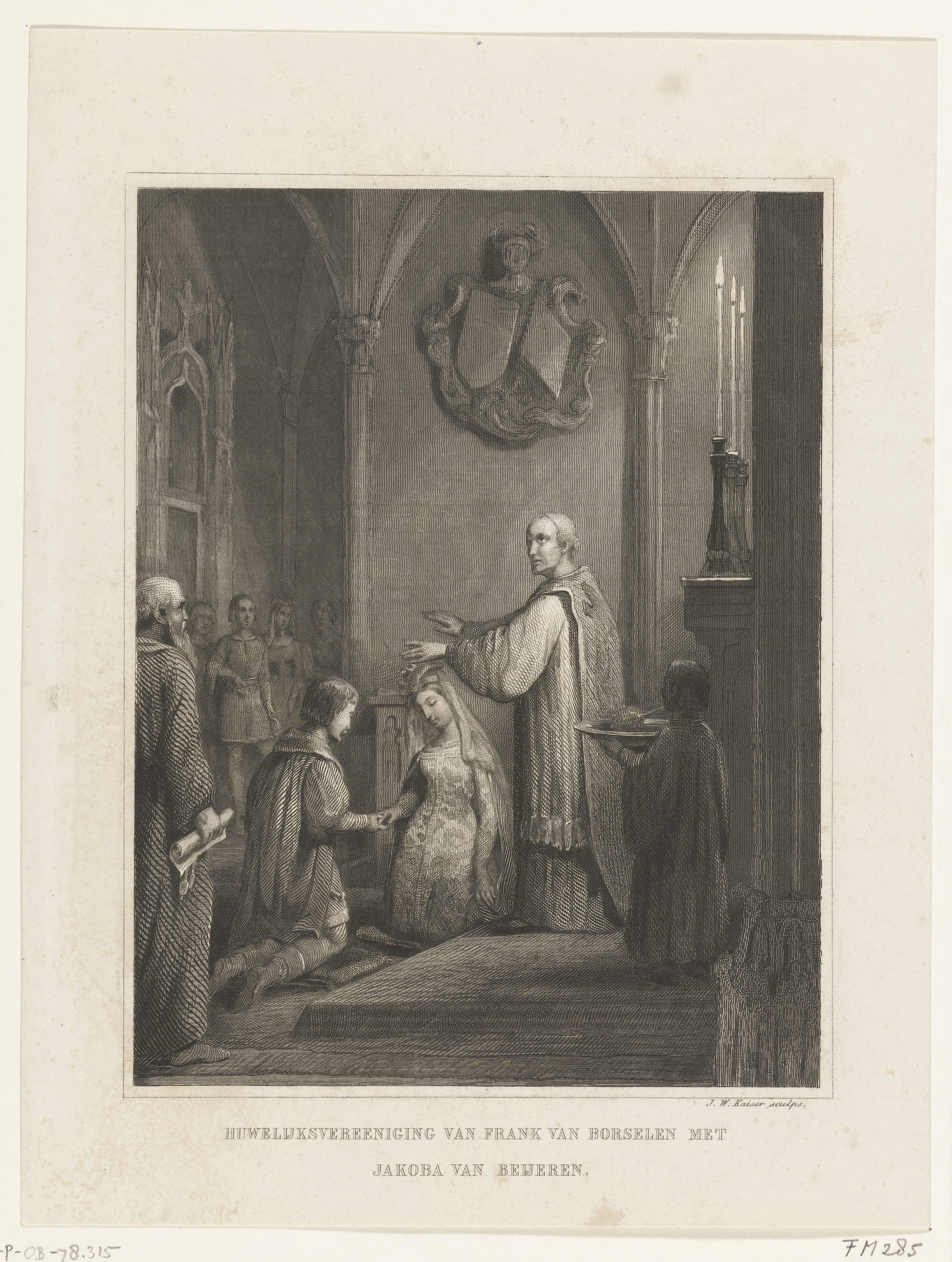
Huwelijk van Jacoba van Beieren en Frank van Borssele
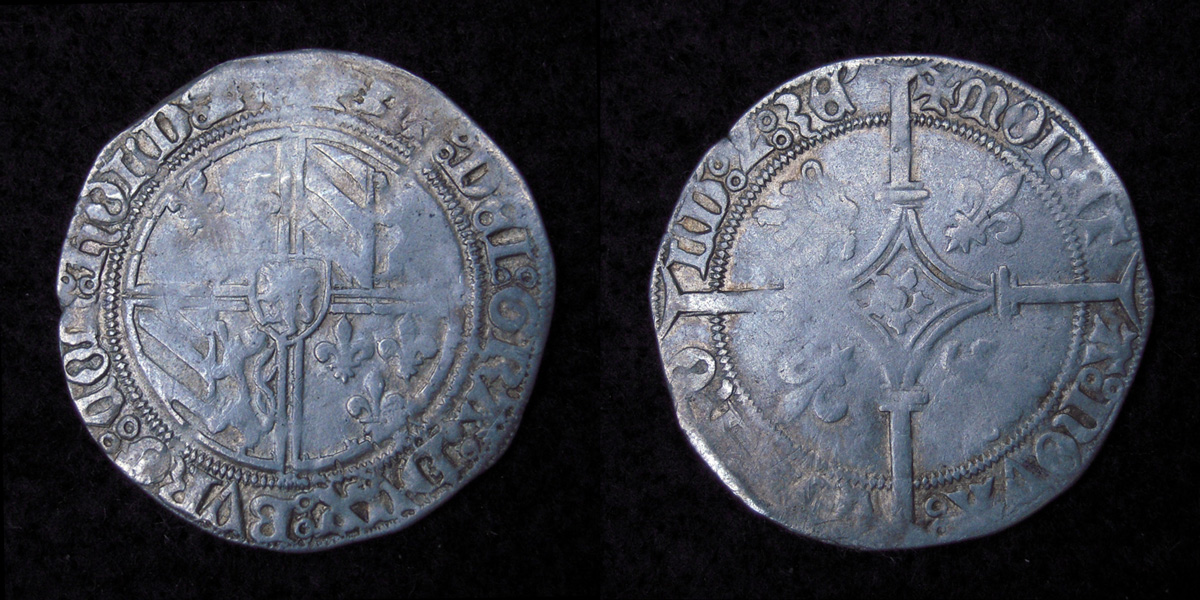
Vierlander van Filips de Goede
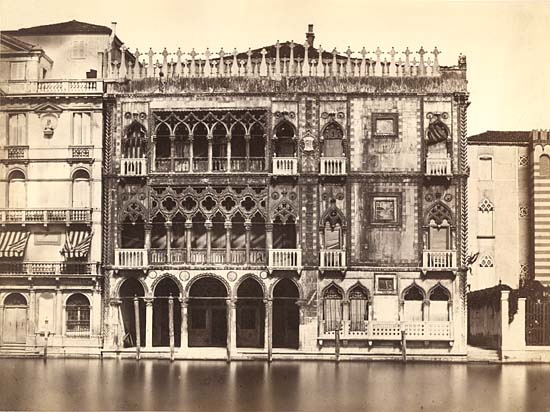
Ca' d'Oro, Venetië (voltooid 1434)

## Geboren
- 7 januari - Adolf van Beieren, Duits edelman
- 19 maart - Ashikaga Yoshikatsu, shogun (1441-1443)
- 29 augustus - Janus Pannonius, Kroatisch-Hongaars diplomaat en dichter
- 18 september - Eleonora Helena van Portugal, echtgenote van keizer Frederik III
- 23 september - Yolande van Valois, echtgenote van Amadeus IX van Savoye
- Emery d'Amboise, grootmeester van de Orde van Sint Jan
- Girolamo Basso della Rovere, Italiaans kardinaal
- Olivier le Daim, Vlaams-Frans barbier en staatsman
- Giulio Cesare da Varano, Italiaans edelman en militair
- Jan van Coppenolle, Vlaams volksleider (jaartal bij benadering)

## Overleden
- 5 februari - Jan I (~52), hertog van Bourbon
- 26 maart - Jan IV van der Beurze, Vlaams makelaar en bankier
- 7 april - Casimir I van Auschwitz (~37), Silezisch edelman
- 15 of 16 mei - Pieter Appelmans (~56), Brabants architect
- 1 juni - Wladislaus II Jagiello (~82), grootvorst van Litouwen (1377-1392) en koning van Polen (1386-1434)
- 11 juni - Bernhard I van Brunswijk-Lüneburg, Duits edelman
- 26 augustus - Margaretha van de Palts (~58), echtgenote van Karel II van Lotharingen
- 12 november - Lodewijk III, hertog van Anjou (1417-1434)
- Joeri van Zvenigorod, troonpretendent van Moscovië
- Maria van Berry (~67), Frans edelvrouw
- Otto van Nijenrode (~66), Hollands edelman
- Andreas Plank, Oostenrijks staatsman
- Sophia van Montferrato, echtgenote van keizer Johannes VIII
- Willem van Vienne, Bourgondisch edelman

## Trivia
- Het Suske en Wiske-verhaal De knikkende knoken speelt in Antwerpen in 1434